# Anton Wilhelm Brøgger

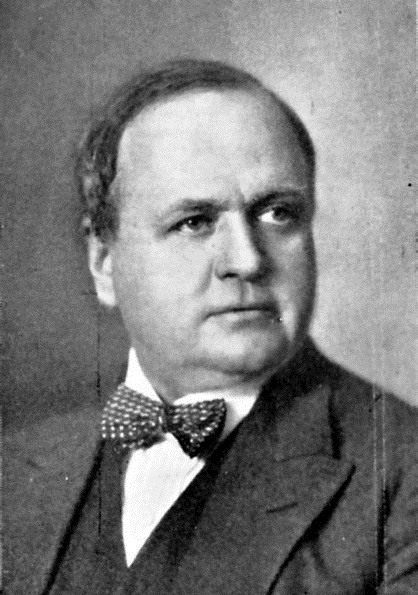
Anton Wilhelm Brøgger, 1934

Anton Wilhelm Brøgger (* 11. Oktober 1884 in Stockholm; † 29. August 1951 in Oslo) war ein norwegischer Prähistoriker und Politiker, dessen Wirken im wissenschaftlichen, verwaltungstechnischen und organisatorischen Bereich für die Archäologie in Norwegen von Bedeutung gewesen ist. Er war Professor für skandinavische Archäologie und Direktor des Historischen Museums (Universitetets Oldsaksamling) der Universität Oslo.
Er veröffentlichte Bücher, Artikel und Essays und war Mitherausgeber einiger Fachzeitschriften. Außerdem war Anton Wilhelm Brøgger in der Zwischenkriegszeit politisch aktiv: Von 1928 bis 1930 saß er als Nachrücker im norwegischen Parlament Storting. 1930/31 führte er kommissarisch den Parteivorsitz der konservativen Partei Frisinnede Venstre.

## Herkunft und Entwicklung
Anton Wilhelm Brøggers Vater war der Mineraloge und Geologe Waldemar Christofer Brøgger (1851–1940), der unter anderem an verschiedenen skandinavischen Universitäten als Professor gelehrt und einen internationalen Ruf besessen hat. Der volle Geburtsname der Mutter lautete Sophie Wilhelmine Sievers Scheel (1854–1933).
Als Schüler assistierte Anton Wilhelm seinem Vater bei dessen Forschungen und wurde so schon früh an die wissenschaftliche Arbeit herangeführt. Im Jahr 1903 machte er sein Abitur. Danach besuchte er (wohl in unregelmäßigen Abständen) Vorlesungen über Archäologie und skandinavische Geschichte. Im Jahre 1905 veröffentlichte er eine kleine Studie über die norwegische Steinzeit (Øxer av Nøstvettypen), die viel Aufmerksamkeit erregte.
Von 1905 bis 1909 besuchte Anton Wilhelm Brøgger zu Studienzwecken skandinavische und norddeutsche Museen und hat vielleicht auch Vorlesungen an verschiedenen Universitäten in jenen Ländern gehört; einen durchgehenden längeren Studiengang scheint er aber nie absolviert zu haben.
Im Jahre 1909 wurde er mit einer Arbeit über die norwegische Steinzeit (Den arktiske stenalder i Norge) an der Universität Oslo zum Dr. phil. promoviert. Am 19. Juli 1909 heiratete er Inger Ursin (1882–1941). Aus der Ehe gingen zwei Söhne hervor, die beide Schriftsteller wurden: Waldemar Christofer Brøgger (1911–1991) und Niels Christian Brøgger (1914–1966).

## Betätigungsfelder
Die erste Tätigkeit von Anton Wilhelm Brøgger war von 1909 bis 1913 die eines Kurators im Museum von Stavanger, das er gründlich neu organisierte. Dazu führte er umfangreiche Ausgrabungen in Vistehola durch, einer Steinzeitsiedlung, die etwa zehn Kilometer nordwestlich von Stavanger in der Küstenlandschaft Jæren liegt. Für das Stavanger Aftenblad hat er eine ganze Reihe von Artikeln verfasst. Ein literarisches Ergebnis dieser Zeit war ein Buch über Stavangers Geschichte im Mittelalter (Stavangers historie i middelalderen), das 1915 veröffentlicht worden ist. 1913 wurde er Direktor des Historischen Museums (Universitetets Oldsaksamling) der Universität Oslo (damals noch Christiania) und 1915 dann ordentlicher Professor für Archäologie an dieser Universität.
Bis zu seiner Pensionierung 1949 hat Anton Wilhelm Brøgger dieses Amt ausgeübt und in dieser Zeit die archäologische Arbeit und Forschung in Norwegen umfassend vorangebracht. Eine seiner ersten Aufgaben war die Weiterführung der Arbeit an der Dokumentation des Osebergfundes (Osebergfunnet), die durch den Tod von Gabriel Gustafson (1853–1915) unterbrochen worden war. Zusammen mit Haakon Shetelig (1877–1955) und Hjalmar Falk (1859–1928) wurden unter seiner Federführung von 1917 bis 1928 vier Bände darüber verfasst und veröffentlicht. (Auch ein weiteres Vorhaben von Gustafson wurde von Brøgger verwirklicht: der Bau eines Museums zur Aufnahme aller gefundener Wikingerschiffe. Die Errichtung dieses Vikingskipshuset [Wikingerschiffmuseum] wurde in mehreren Bauabschnitten ausgeführt und war im Wesentlichen 1932 fertiggestellt; das Osebergschiff erhielt seinen Platz dort 1926, Gokstadschiff und Tuneschiff folgten in den nächsten Jahren.)
Dazu wurden von Anton Wilhelm Brøgger im Laufe seines Arbeitslebens noch eine ganze Reihe anderer Schriften geschrieben und veröffentlicht wie zum Beispiel im Jahre 1921 Ertog og Øre (Ertog und Øre), eine Studie zu eisenzeitlichen Gewichtseinheiten und eines seiner Hauptwerke, oder 1925 Det norske folk i oldtiden (Das norwegische Volk in alten Zeiten), eine sehr geistvolle und damit zum Widerspruch herausfordernde Schrift. Im Jahr 1928 führte Anton Wilhelm Brøgger eine archäologische Expedition zu den Orkneys und Shetlandinseln durch, um dort norwegische Siedlungsspuren zu untersuchen. Das Ergebnis dieser Nachforschungen wurde 1930 in der Schrift Den norske bosetningen på Shetland-Orknøyene (Die norwegischen Siedlungen auf den Shetlands und Orkneys) veröffentlicht.
Die öffentliche Einflussnahme von Anton Wilhelm Brøgger auf die Entwicklung der archäologischen Wissenschaft und somit auf die Kulturpolitik Norwegens ist während seines ganzen Arbeitslebens erheblich gewesen. So war er von 1918 bis 1934 Vorsitzender des Landesverbandes der norwegischen Museen (Norske museers landsforbund) und von 1936 bis zu seinem Tod im Jahre 1951 Generalsekretär der Norwegischen Archäologischen Gesellschaft (Norsk Arkeologisk Selskap), die er auch mitbegründet hatte. 
Er wird als Künstlernatur beschrieben, und er habe die Gabe besessen, die Dinge im richtigen Abstand zu sehen. Sein Werk Vinlandsferdene (dt. Winlandfahrten, 1939) von 1937 maß Angaben in den nordischen Sagas an seemännischer Expertise.
Während der deutschen Besatzung Norwegens wurde er zweimal verhaftet und war von September 1941 bis Oktober 1942 im Polizeihäftlingslager Grini inhaftiert. Unter den Kriegsereignissen hatte seine wissenschaftliche Arbeit gelitten. Erst im Jahr 1945 setzt Sagaen om norskebygdene på Grønland (Die Saga der norwegischen Siedlung in Grönland) die Liste seiner Veröffentlichungen fort. Mit dem Buch Vikingeskipene (Wikingerschiffe), zusammen mit H. Shetelig verfasst, klingt im Jahre 1950 das Schaffen von Anton Wilhelm Brøgger aus.

## Spuren
- Aus dem Nachlass des deutschen Prähistorikers Ernst Wahle (1889–1981) sind einige Briefe aus den 1930er Jahren von Anton Wilhelm Brøgger überliefert.

## Künstlerische Porträts
- Ein Ölgemälde (Brustbild) des norwegischen Malers Henrik Lund (1879–1935) aus dem Jahre 1934, das sich im Besitz des Historischen Museums der Universität von Oslo befindet.
- Ein Porträtrelief (für eine Medaille oder ein Medaillon) des norwegischen Bildhauers und Malers Stinius Fredriksen (1902–1977) aus dem Jahre 1944.

## Schriften (Auswahl)
- Øxer ar Nøstvettypen. H. Aschehoug & Co, Christiania 1905.
- Den arktiske stenalder i Norge. Jacob Dybwards Forlag, Christiania 1909.
- Borrefundet og vestfoldkongernes graver. Jacob Dybwards Forlag, Christiania 1916.
- mit H. Shetelig und H. Falk: Osebergfundet. 4 Bände, Universitetets Oldsaksamling, Christiania 1917–1928
- Ertog og Øre. Jacob Dybwards Forlag, Christiania 1921.
- Det norske folk i oldtiden. H. Aschhoug & Co, Oslo 1925.
- Gamle emigrante: nordmennenes bosetning på norskehavskystene. Gyldendal norsk Forlag, Oslo 1928.
- Den norske bosetningen på Shetland-Orknøyene: Studier og resultater. Jacob Dybwards Forlag, Oslo 1930.
- Vinlandsferdene. Gyldendal norsk Forlag, Oslo 1937.
- Winlandfahrten: Wikinger entdecken Amerika. übersetzt von H. Kurtzweil, Hoffmann und Campe Verlag, Hamburg 1939.
- Jernet og Norges eldste økonomiske historie. Jacob Dybwards Forlag, Oslo 1940.
- Stiklestadslaget. Jacob Dybwards Forlag, Oslo 1946.
- mit H. Shetelig: Vikingeskipene. Dreyers Forlag, Oslo 1950.